# 가브리엘라 홀
가브리엘라 홀(Gabriella Hall, 1966년 11월 11일 ~ )은 미국의 배우, 모델, 텔레비전 배우, 영화배우, 포르노 배우이다.
로스앤젤레스에서 태어났다.

## 영화
- 재클린의 유혹 (2005년)
- 섹슈얼 프레데터 (2001년)
- 버진스 오브 셔우드 포레스트 (2000년)
- 에그자틱 타임 머신 2 (2000년)
- 섹스 파일: 에인션트 디자이어 (2000년)
- 베드타임 스토리스 (2000년)
- 섹스 파일: 에이리언 에로티카 2 (2000년)
- 카마수트라 - 시리즈 (2000년)
- 네이키드 씨프 (2000년)
- 스캔달: 로펄 엔트리 (2000년)
- 섹스 파일: 에이리언 에로티카 (1998년)
- 로리타 2000 (1998년)
- 디퍼런트 스트룩스 (1998년)
- 베리 와일드 씽 (1998년)
- 음모의 함정 (1998년)
- 러스트 (1997년)
- 샤도우 댄서 (1997년)
- 마사지 2 (1997년)
- 버터스카치 (1997년)
- 플레져 (1997년)
- 비버리 힐스 보델로 (1996년)
- 클럽 VR (1996년)
- 퍼펙트 바디 (1996년)
- 클릭 (1996년)
- 나이트 쉐도우 (1996년)
- 4만 달러의 정사 (1996년)
- 풀 바디 마사지 (1995년)